# Álvaro Valles
Álvaro Valles Rosa (La Rinconada, 25 luglio 1997) è un calciatore spagnolo, portiere del Betis.

## Carriera
Cresciuto nel settore giovanile del Betis, nel 2016 viene aggregato alla squadra B con cui gioca 10 incontri di Tercera División; la stagione seguente viene ceduto in prestito al Gerena, sempre in quarta divisione, dove gioca una stagione da titolare. Il 10 luglio 2018 viene ceduto a titolo definitivo al Las Palmas, inizialmente aggregato alla seconda squadra in Segunda División B; a partire dall'anno seguente viene promosso in prima squadra, con cui debutta il 13 ottobre nella sfida vinta 3-0 contro il Deportivo La Coruña divenendo ben presto il titolare del ruolo. Dopo sei stagioni trascorse con i gialloblù firma annuncia la volontà di non rinnovare il contratto, ritornando da svincolato al Betis firmando un contratto valido fino al 2030.

## Statistiche
Statistiche aggiornate al 17 aprile 2021.

### Presenze e reti nei club
| Stagione        | Squadra             | Campionato      | Campionato | Campionato | Coppe nazionali | Coppe nazionali | Coppe nazionali | Coppe continentali | Coppe continentali | Coppe continentali | Altre coppe | Altre coppe | Altre coppe | Totale | Totale | Totale |
| Stagione        | Squadra             | Comp            | Pres       | Reti       | Comp            | Pres            | Reti            | Comp               | Pres               | Reti               | Comp        | Pres        | Reti        | Pres   | Reti   |        |
| --------------- | ------------------- | --------------- | ---------- | ---------- | --------------- | --------------- | --------------- | ------------------ | ------------------ | ------------------ | ----------- | ----------- | ----------- | ------ | ------ | ------ |
| 2016-2017       | Betis B             | TD              | 10         | -10        |                 | -               | -               |                    | -                  | -                  |             | -           | -           | 10     | -10    |        |
| 2017-2018       | Gerena              | TD              | 33         | -28        | CR              | 0               | 0               |                    | -                  | -                  |             | -           | -           | 33     | -28    |        |
| 2018-2019       | Las Palmas Atlético | SDB             | 7          | -5         |                 | -               | -               |                    | -                  | -                  |             | -           | -           | 7      | -5     |        |
| 2019-2020       | Las Palmas          | SD              | 21         | -24        | CR              | 0               | 0               |                    | -                  | -                  |             | -           | -           | 21     | -24    |        |
| 2020-2021       | Las Palmas          | SD              | 21         | -28        | CR              | 2               | -1              |                    | -                  | -                  |             | -           | -           | 23     | -29    |        |
| Totale carriera | Totale carriera     | Totale carriera | 92         | -95        |                 | 2               | -1              |                    | -                  | -                  |             | -           | -           | 96     | -96    |        |